# Sainte-Ramée
Sainte-Ramée is een gemeente in het Franse departement Charente-Maritime (regio Nouvelle-Aquitaine) en telt 132 inwoners (2005). De plaats maakt deel uit van het arrondissement Jonzac.

## Geografie
De oppervlakte van Sainte-Ramée bedraagt 4,6 km², de bevolkingsdichtheid is 28,7 inwoners per km².
De onderstaande kaart toont de ligging van Sainte-Ramée met de belangrijkste infrastructuur en aangrenzende gemeenten.

## Demografie
Onderstaande figuur toont het verloop van het inwonertal (bron: INSEE-tellingen).